# Logos (barco)
El MV Logos fue un barco de pasajeros construido en 1949 en los astilleros de la localidad de Elsinor, Dinamarca, para la empresa Den Kongelige Grønlandske Handel bautizado como Umanak. Adquirido por Educational Book Exhibits Ltd. (EBE) en 1970, se convirtió en biblioteca flotante y tomó el nombre de Logos. Encalló el 4 de enero de 1988 en el Canal Beagle y fue declarado siniestro total. Su pecio es todavía visible en el mismo lugar.

## Historial
Este transatlántico danés fue construido en el año 1949 y es utilizado para reemplazar el barco Amdrup, destruido por un incendio, para realizar el enlace marítimo entre Groenlandia y Dinamarca.
En octubre de 1970 fue comprado por la empresa Educational Book Exhibits Ltd. (EBE), como su primer barco y completamente renovado. Volvió a entrar en servicio en 1971 para ser utilizado como biblioteca flotante con el nombre de Logos, que significa "palabra" en griego y también para referirse a la Biblia como "La Palabra de Dios".
En 1980, durante una travesía por el Mar de la China Meridional, rescató a 92 vietnamitas hacinados en dos botes Boat People.

### Hundimiento
El 4 de enero de 1988, cuando acaba de abandonar el puerto de Ushuaia, encalló en el Canal Beagle por el mal tiempo. No hubo víctimas, pero la nave fue declarada siniestro total. Los restos parcialmente sumergidos del pecio se utilizaron durante varios años como blanco de tiro de la Armada de Chile. Todavía sigue visible en el mismo lugar.
En 17 años de servicio para el Educational Book Exhibits Ltd. (EBE), el barco atracó en 250 puertos en 103 países diferentes, recibiendo no menos de 7 millones de visitantes. Se vendieron o distribuyeron 51 millones de libros durante este período.
Al finalizar el año 1988, la compañía Educational Book Exhibits Ltd. (EBE) compra una nueva nave, el ferry español Antonio Lázaro, y lo transforma en librería flotante bajo el nombre de Logos II en sustitución del desaparecido Logos.